# Libertas Schulze-Boysen

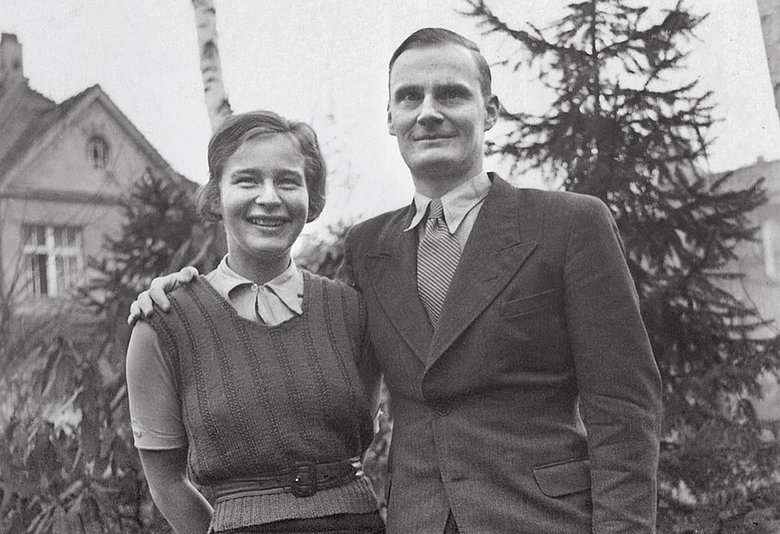
Harro en Libertas Schulze-Boysen in Mühlheim (1935)

Libertas Schulze-Boysen (Parijs, 20 november 1913 – Berlijn, 22 december 1942) was een Duitse verzetsstrijder tijdens de Tweede Wereldoorlog. Schulze-Boysen en haar man Harro Schulze-Boysen waren lid van Die Rote Kapelle.

## Biografie

### Jeugd
Schulze-Boysen was de jongste dochter van Otto Ludwig Haas-Heye en gravin Victoria zu Eulenburg-Hertefeld. Schulze-Boysen bracht haar jeugd door op het landgoed van haar grootvader, Philipp Fürst zu Eulenburg-Hertefeld, in Liebenberg (buiten Berlijn).
In 1921 scheidden haar ouders. Haar vader werkte als hoofd van de Kunstgewerbeschule, een school voor toegepaste kunst in Berlijn. In 1926 stuurde hij Schulze-Boysen naar een lyceum in Zürich, waar ze in maart 1932 haar middelbareschooldiploma behaalde. Hierna woonde ze negen maanden in Engeland. In 1933 ging ze werken als persvoorlichter op het Berlijnse kantoor van de filmmaatschappij Metro-Goldwyn-Mayer. Tijdens het zeilen in de zomer van 1934 ontmoette ze Harro Schulze-Boysen. Het stel trouwde in juli 1936.

### Verzet
Begin 1937 verliet Schulze-Boysen de NSDAP, waar ze in maart 1933 lid van was geworden. Samen met Günther Weisenborn werkte ze aan een toneelstuk genaamd Die guten Feinde (Nederlands: De goede Vijanden). Ook hielp ze haar man bij het zoeken naar andere verzetsstrijders, zoals de helderziende Annie Krauss. In 1940 schreef ze filmrecensies voor de krant Essener Nationalzeitung. Tegelijkertijd verzamelde ze foto's van Nazimisdaden in het Duitse culturele filmcentrum van het Reichspropaganda Ministerium.
Vanaf november 1941 was ze werkzaam bij de Deutsche Kulturzentrale, het Duits Centraal Bureau voor Cultuur. Eind 1941 kreeg ze bezoek van een Sovjet-militaire inlichtingenofficier uit Brussel. Hij was afgereisd naar Berlijn voor een gesprek met haar man. Het stel had namelijk in januari van dat jaar informatie doorgegeven aan de Sovjetambassade over Hitlers plannen om de Sovjet-Unie binnen te vallen.

### Arrestatie
Uiteindelijk werd Die Rote Kapelle niet ontmaskerd vanwege hun gewaagde acties, maar door de incompetentie van Moskou-inlichtingenofficieren. Zij noemden de namen en adressen van enkele Berlijnse leden van de groep in een radiobericht dat de Nazi's decodeerden. Op 8 september 1942 werd ze gearresteerd op de trein richting Traben-Trarbach en opgesloten in de Berlijnse gevangenis Plötzensee.
Tijdens een ondervragingspauze nam ze een stenotypiste van de Gestapo in vertrouwen en vroeg haar om Harro's kameraden te waarschuwen; wat tot verdere arrestaties leidde. Nadien zei actrice Marta Husemann over Schulze-Boysen dat ze nooit ingewijd had mogen worden in illegaal werk, omdat ze door haar buitensporige ijdelheid gemakkelijk aan het woord gebracht kon worden. Destijds zat de schrijver Günther Weisenborn ook gevangen. Hij zei later dat Schulze-Boysen er aanvankelijk om kon lachen dat de cellen van het hoofdkantoor van de Gestapo zich bevonden in de gebouwen van de voormalige kunstacademie, waarvan haar vader de directeur was. Tijdens haar drie maanden gevangenschap schreef Schulze-Boysen ook enkele gedichten. De ernst en het sobere taalgebruik van die gedichten stonden in schril contrast met de luchtige gedichten van haar als kind. Op 19 december 1942 werd Schulze-Boysen ter dood veroordeeld door de Reichskriegsgericht, vanwege hoogverraad, oorlogsverraad en landverraad. Op 22 december 1942 werd ze geëxecuteerd door middel van een guillotine.
Als laatste verzoek verzocht Schultze-Boysen dat haar lichaam werd overgedragen aan haar moeder, zodat ze begraven kon worden op een "prachtige plek midden in de zonnige natuur." Echter werd haar wens niet ingewilligd, omdat haar lichaam was opgevraagd voor een onderzoeksprogramma van de anatoom en histoloog Hermann Stieve. Dit onderzoek betrof de effecten van stress op de vrouwelijke reproductieve organen. Onmiddellijk na de executie werd haar lichaam overgedragen aan de anatomie-afdeling van de universiteitskliniek Charité.
- Bibliothèque nationale de France: cb159941235 (data)
- Gemeinsame Normdatei: 122709195
- International Standard Name Identifier: 0000 0000 5887 7375
- Library of Congress Control Number: no2008065087
- Nationale Bibliotheek van Tsjechië: xx0271999
- Nationale Bibliotheek van Israël: 987011051872505171
- Nederlandse Thesaurus van Auteursnamen: 427810310
- Système universitaire de documentation: 135657598
- Virtual International Authority File: 45190021
- WorldCat: E39PBJvd4TqHDkBxQdDHmg48YP